# Curubis sipeki
Curubis sipeki là một loài nhện trong họ Salticidae.
Loài này thuộc chi Curubis. Curubis sipeki được Dobroruka miêu tả năm 2004.